# Luna rossa (película de 2001)
Luna rossa («Luna roja» en español) es una película de drama criminal italiana de 2001 dirigida por Antonio Capuano. Entró en competición en el Festival Internacional de Cine de Venecia de 2001.

## Argumento
Un arrepentido le cuenta al juez que lo interroga la historia de la familia Cammarano. Una familia arraigada en los sentimientos de la Camorra, que desde principios de los setenta ha ido ampliando su poder sobre el territorio. Una fuerte determinación, seguida de una violencia grupal y compacidad, constituyen su fuerza. El mando interior está garantizado por una jerarquía rígida basada en el respeto. Los más jóvenes, sin embargo, comienzan a no creer más en la organización de la estructura hasta que uno de ellos (Oreste) se rebela, conduciendo a todos hacia una masacre inevitable. 

## Reparto
- Carlo Cecchi como Antonino.
- Licia Maglietta como Irene.
- Toni Servillo como Amerigo.
- Italo Celoro como Tony.
- Domenico Balsamo como Oreste.
- Antonia Truppo como Orsola.
- Antonino Iuorio como Egidio.
- Valeria Vaiano como mujer del clan.
- Lucia Ragni como Rita.
- Susy Del Giudice como Elena.
- Angela Pagano como Mariella.
- Antonio Pennarella como Libero.
- Stefania De Francesco como esposa de Libero.
- Luca Riemma Como Frank.